# Gauríšankar
Gauríšankar (nepálsky गौरीशंकर, čínsky v českém přepisu Čch’-žen-ma feng, pchin-jinem Chìrénmǎ Fēng, znaky 赤仁玛峰) je hora v Himálaji na hranici mezi Nepálem a Čínskou lidovou republikou. S vrcholkem ve výšce 7134 metrů nad mořem se jedná o sedmitisícovku.
Jméno je odvozeno z hinduismu, kde jména Gaurí a Šankar jsou jinými jmény pro Párvatí a Šivu. Od hory je odvozeno nepálské časové pásmo UTC+5:45.
Prvovýstup provedli 8. května 1979 John Roskelley a Šerpa Dordže.